# Oenopota raduga
Oenopota raduga é uma espécie de gastrópode do gênero Oenopota, pertencente a família Mangeliidae.